# Retriever à poil bouclé
Le retriever à poil bouclé (Curly-Coated Retriever), parfois simplement appelé curly, est une race de chiens originaire du Royaume-Uni. La race est probablement issue de croisements entre caniches, épagneul d'eau irlandais et chien de Terre-Neuve. La race est considérée comme rare.
C'est un chien de taille moyenne, de construction robuste, à la robe finement bouclée, de couleur noire ou marron (foie). Il a été sélectionné comme chien de rapport notamment pour la chasse au canard.

## Historique

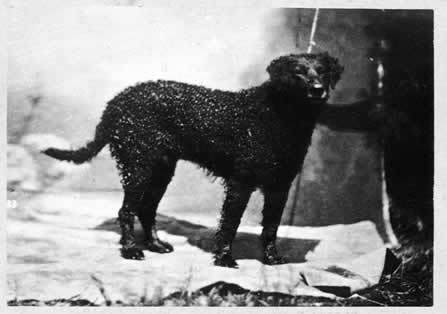
Un retriever à poil bouclé photographié vers 1879.

L'origine précise du retriever à poil bouclé est méconnue. Il est considéré comme le plus ancien retriever. Il descendrait de croisements entre le chien de Terre-Neuve et l'épagneul d'eau irlandais qui lui aurait transmis sa robe bouclée. Le caniche, le labrador retriever, l'Old English Bulldog et le chien d'eau portugais pourraient également avoir contribué à la formation de la race. Cette race britannique apparaît pour la première fois à l'exposition canine de Brighton en 1859 et le premier club de la race est fondé en 1896. 
La race est très rare, même au Royaume-Uni.

## Standard

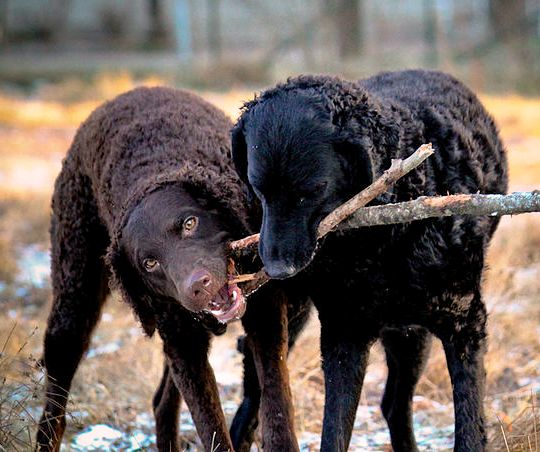
Deux retrievers à poil bouclé : un noir et un foie.

Le retriever à poil bouclé est un chien fort. La longueur du corps, de la pointe de l’épaule à celle des fesses est légèrement supérieure à la hauteur au garrot. La queue prolonge la ligne du dessus et atteint le jarret ; elle est portée droite en action. La tête est cunéiforme. Les grands yeux de forme ovale sont de couleur assortie à celle de la robe. Plutôt petites, les oreilles sont attachées légèrement plus haut que la ligne des yeux. Plutôt de petite taille, elles sont disposées bien contre la tête et couvertes de courtes boucles. 
Sur le corps, le poil est court, bien couché, serré et frisé à petites boucles sans sous-poil. Le poil est court et lisse sur la face. Seules deux couleurs sont reconnues : le noir et le marron.

## Caractère
Le standard de la Fédération cynologique internationale décrit le retriever à poil bouclé comme un chien intelligent, équilibré, digne de confiance, courageux, amical, sûr de lui et indépendant et qui peut être réservé. Parmi les retrievers, le retriever à poil bouclé est considéré comme un peu moins sociable que le labrador, le golden retriever et le retriever à poil plat. Le retriever à poil bouclé a également la réputation de mal supporter les autres chiens, une bonne socialisation est donc nécessaire.

## Utilité

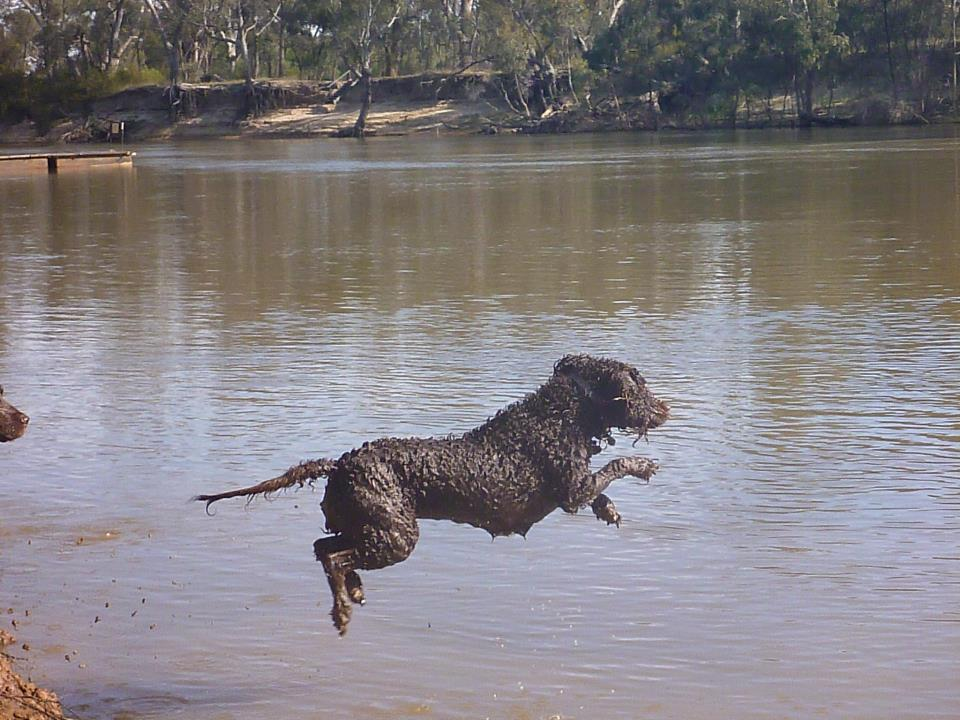
Un retriever à poil bouclé saute dans un étang à la recherche de canard lors d'une chasse.

Le retriever à poil bouclé est un chien de chasse utilisé comme chien de rapport notamment dans les marais pour la chasse au canard. Il dispose également d'aptitude comme chien de garde.
Le retriever à poil bouclé fait également partie des chiens de sauvetage à l'eau (avec le Terre-neuve, le Landseer, tous les retrievers, le Leonberg, le Berger polonais de Podhale, l'Hovawart, les bouviers suisses et tous les chiens d'eau du 8e groupe, le Terrier noir russe, et le Saint-Bernard).